# Jacob Panhuysen
Jacob Panhuysen (ook: Jacob Panhuijsen of Jakob Panhausen) (Opoeteren, ca. 1500 - Steinfeld, 22 januari 1582) was een telg uit het geslacht Panhuysen. Dit geslacht heeft een aantal priesters voortgebracht die godsdienstige hervormingen doorvoerden.
Jacob Panhuysen was van 1540-1582 de 32e abt van de Norbertijner abdij te Steinfeld. Hij stond bekend als humanist en hij was een voorvechter voor het handhaven van de kloosterregel.
Na zijn dood werd hij, op 6 februari 1582, opgevolgd door zijn neef, Balthasar Panhuijsen, die op 29 augustus 1606 overleed. Jacob Panhuysen werd begraven in de kapel van de Heilige Maria Magdalena, in de abdijkerk te Steinfeld.
In 1975 werd in de gevel van de Sint-Dionysiuskerk te Opoeteren een gedenksteen ter ere van Jacob Panhuysen aangebracht, waarop het wapenschild van de familie is aangebracht. Het werd gebeeldhouwd door Raf Mailleux.